# ۱۶۲ (قمری)
۱۶۲ (قمری)، صد و شصت و دومین سال در گاهشماری هجری قمری است. اول محرم این سال برابر با دوم اکتبر سال ۷۷۸ میلادی است.